# Гленмонт (Меріленд)
Гленмонт (англ. Glenmont) — переписна місцевість (CDP) в США, в окрузі Монтгомері штату Меріленд. Населення — 16 710 осіб (2020).

## Географія
Гленмонт розташований за координатами 39°4′14″ пн. ш. 77°2′48″ зх. д. / 39.07056° пн. ш. 77.04667° зх. д. (39.070427, -77.046569).  За даними Бюро перепису населення США в 2010 році переписна місцевість мала площу 7,30 км², з яких 7,25 км² — суходіл та 0,06 км² — водойми.

## Демографія
Згідно з переписом 2010 року, у переписній місцевості мешкало 13 529 осіб у 4549 домогосподарствах у складі 3341 родини. Густота населення становила 1852 особи/км².  Було 4848 помешкань (664/км²).
Расовий склад населення:
| - 40,4 % — білих - 22,9 % — чорних або афроамериканців - 14,3 % — азіатів - 0,6 % — корінних американців - 0,1 % — вихідців з тихоокеанських островів - 17,0 % — осіб інших рас |

До двох чи більше рас належало 4,5 %. Частка іспаномовних становила 31,3 % від усіх жителів.
За віковим діапазоном населення розподілялося таким чином: 21,3 % — особи молодші 18 років, 67,6 % — особи у віці 18—64 років, 11,1 % — особи у віці 65 років та старші. Медіана віку мешканця становила 37,5 року. На 100 осіб жіночої статі у переписній місцевості припадало 97,6 чоловіків;  на 100 жінок у віці від 18 років та старших — 94,9 чоловіків також старших 18 років.
Середній дохід на одне домашнє господарство  становив 101 987 доларів США (медіана — 83 737), а середній дохід на одну сім'ю — 108 635 доларів (медіана — 85 302). Медіана доходів становила 45 921 долар для чоловіків та 45 899 доларів для жінок. За межею бідності перебувало 8,9 % осіб, у тому числі 17,3 % дітей у віці до 18 років та 4,7 % осіб у віці 65 років та старших.
Цивільне працевлаштоване населення становило 8810 осіб. Основні галузі зайнятості: освіта, охорона здоров'я та соціальна допомога — 21,6 %, науковці, спеціалісти, менеджери — 16,7 %, мистецтво, розваги та відпочинок — 12,2 %, будівництво — 10,0 %.